# MuZ Weber
La MuZ Weber è stato un costruttore motociclistico che ha partecipato al motomondiale nelle annate 1998 e 1999 continuando l'evoluzione iniziata dal team Elf, ripresentando la Elf 500 rimarchiata con il nuovo nome.

## Storia
La sigla deriva dal nome in cui era conosciuta in quel periodo la MZ Motorrad und Zweiradwerk, storica casa motociclistica nata in Germania nel 1906 e che ha rappresentato per anni la maggiore produttrice di motociclette della Germania Orientale, unita al nome dello sponsor principale.
Venne stretta una collaborazione con la Swissauto, progettista del motore che aveva equipaggiato la ELF sin dagli esordi, che ne seguì l'evoluzione tecnica, lo sviluppo della parte telaistica fu invece affidato a Eskil Suter che in alcune occasioni guidò anche la moto in gara durante il primo anno. Per quel che concerne la squadra che portò in pista la motocicletta, nel 1998 fu denominata Muz Roc RennSport, mentre nel 1999 venne ingaggiato Rolf Biland quale direttore sportivo, con conseguenza che la denominazione divenne team Biland GP1. 
Al termine dell'avventura nelle gare del motomondiale, concluso con la conquista di 11 punti nel motomondiale 1998 (6º posto tra i costruttori) e di 64 punti nell'edizione successiva (5º posto finale), l'evoluzione di quell'unico modello presentato venne continuato sotto il nome di un nuovo team, la Pulse GP.

## Piloti

### 1998
Nel 1998 il pilota titolare designato era Doriano Romboni, che venne sostituito da Eskil Suter a partire dal Gran Premio d'Italia e fino al Gran Premio di Catalogna, con la sola eccezione del Gran Premio d'Olanda, quando la moto venne affidata a Jean-Philippe Ruggia. Il Gran Premio d'Argentina venne invece corso da Luca Cadalora, che non portò a termine la gara a causa di un ritiro, il pilota concluse la stagione al 23º posto in classifica mondiale grazie al sesto posto ottenuto al Gran Premio di Francia che però corse con il Yamaha Team Rainey.
Il miglior risultato in gara fu il 12º posto ottenuto da Romboni nella gara inaugurale in Giappone, peraltro unica gara corsa dal pilota italiano in stagione, visto che al successivo GP in Malesia non prese il via. Mentre il pilota che ottenne più punti in campionato (sette) fu Suter, che però fu anche quello che corse più gare in stagione.
| Pos. | Pilota               | Moto                 |    |    |  |    |     |    |     |     |    |    |     |     |  |     | P.ti |
| ---- | -------------------- | -------------------- | -- | -- |  | -- | --- | -- | --- | --- | -- | -- | --- | --- |  | --- | ---- |
| 28   | Doriano Romboni      | MuZ                  | 12 | NP |  |    |     |    |     |     |    |    |     |     |  |     | 4    |
| 26   | Eskil Suter          | MuZ                  |    |    |  | 18 | Rit | 14 |     | Rit | 13 | 14 | Rit | Rit |  |     | 7    |
| -    | Jean-Philippe Ruggia | MuZ                  |    |    |  |    |     |    | Rit |     |    |    |     |     |  |     | 0    |
| 23   | Luca Cadalora        | Yamaha, Suzuki e MuZ |    |    |  |    |     |    |     |     |    |    |     |     |  | Rit | 10   |
| Pos. | Pilota               | Moto                 |    |    |  |    |     |    |     |     |    |    |     |     |  |     | P.ti |

| Legenda                                                                        | 1º posto        | 2º posto        | 3º posto | A punti      | Senza punti        | Grassetto=Pole position Corsivo=Giro più veloce |
| Legenda                                                                        | Gara non valida | Non qualificato | Ritirato | Squalificato | "-" Dato non disp. | Grassetto=Pole position Corsivo=Giro più veloce |
| Fonte dei dati: motogp.com, racingmemo.free.fr, autosport.com, jumpingjack.nl. |                 |                 |          |              |                    |                                                 |

### 1999
Furono due le motociclette schierate al via della stagione 1999, assegnate a Jurgen van den Goorbergh e Luca Cadalora. Il pilota olandese van den Goorbergh corse tutte le 16 gare in calendario, ottenendo due pole position al Gran Premio di Catalogna ed a quello della Repubblica Ceca. Diversa fu la stagione di Cadalora, che corse 7 gare, venendo sostituito da Noriyasu Numata al Gran Premio del Giappone, da Simon Crafar al Gran Premio di Gran Bretagna (Crafar corse le prime sei gare stagionali con il team Red Bull Yamaha WCM, pertanto dei suoi 19 punti solo 6 sono ottenuti con MuZ Weber), da Bernard Garcia in occasione dei GP di Imola e della Comunità Valenciana, e da Anthony Gobert per le ultime quattro gare del mondiale.
Per quel che concerne i risultati in gara, furono complessivamente migliori rispetto alla stagione di debutto, con Cadalora al GP di Spagna e van den Goorbergh in quello di Catalogna che ottennero l'ottavo posto, che risulta il miglior risultato in gara per il costruttore. Lo stesso van den Goorbergh con 40 punti risultò il miglior pilota in classifica mondiale e fece segnare due pole position. 
| Pos. | Pilota                   | Moto               |     |     |    |     |     |     |     |     |     |    |     |     |     |    |     |    | P.ti |
| ---- | ------------------------ | ------------------ | --- | --- | -- | --- | --- | --- | --- | --- | --- | -- | --- | --- | --- | -- | --- | -- | ---- |
| 16   | Jurgen van den Goorbergh | MuZ Weber          | Rit | Rit | 11 | Rit | Rit | 8   | 13  | Rit | 12  | 11 | 14  | Rit | 12  | 13 | Rit | 10 | 40   |
| 20   | Luca Cadalora            | MuZ Weber          | Rit |     | 8  | Rit | 10  | Rit | Rit |     | Rit | NP |     |     |     |    |     |    | 14   |
| 29   | Noriyasu Numata          | MuZ Weber          |     | 13  |    |     |     |     |     |     |     |    |     |     |     |    |     |    | 3    |
| 18   | Simon Crafar             | Yamaha e MuZ Weber |     |     |    |     |     |     |     | 10  |     |    |     |     |     |    |     |    | 19   |
| NC   | Bernard Garcia           | MuZ Weber          |     |     |    |     |     |     |     |     |     |    | Rit | NQ  |     |    |     |    | 0    |
| 25   | Anthony Gobert           | MuZ Weber          |     |     |    |     |     |     |     |     |     |    |     |     | Rit | 18 | 10  | NP | 6    |
| Pos. | Pilota                   | Moto               |     |     |    |     |     |     |     |     |     |    |     |     |     |    |     |    | P.ti |

| Legenda                                                                        | 1º posto        | 2º posto        | 3º posto | A punti      | Senza punti        | Grassetto=Pole position Corsivo=Giro più veloce |
| Legenda                                                                        | Gara non valida | Non qualificato | Ritirato | Squalificato | "-" Dato non disp. | Grassetto=Pole position Corsivo=Giro più veloce |
| Fonte dei dati: motogp.com, racingmemo.free.fr, autosport.com, jumpingjack.nl. |                 |                 |          |              |                    |                                                 |